# Paramušir
Paramušir (rusky Остров Парамушир; japonsky: 幌筵島, Paramuširu-tó nebo Horomuširo-tó; v ainštině znamená široká země (poro mošir)) je největším ostrovem severní části Kurilského souostroví a zároveň druhým největším ostrovem celého souostroví po ostrově Iturup.

## Geografie

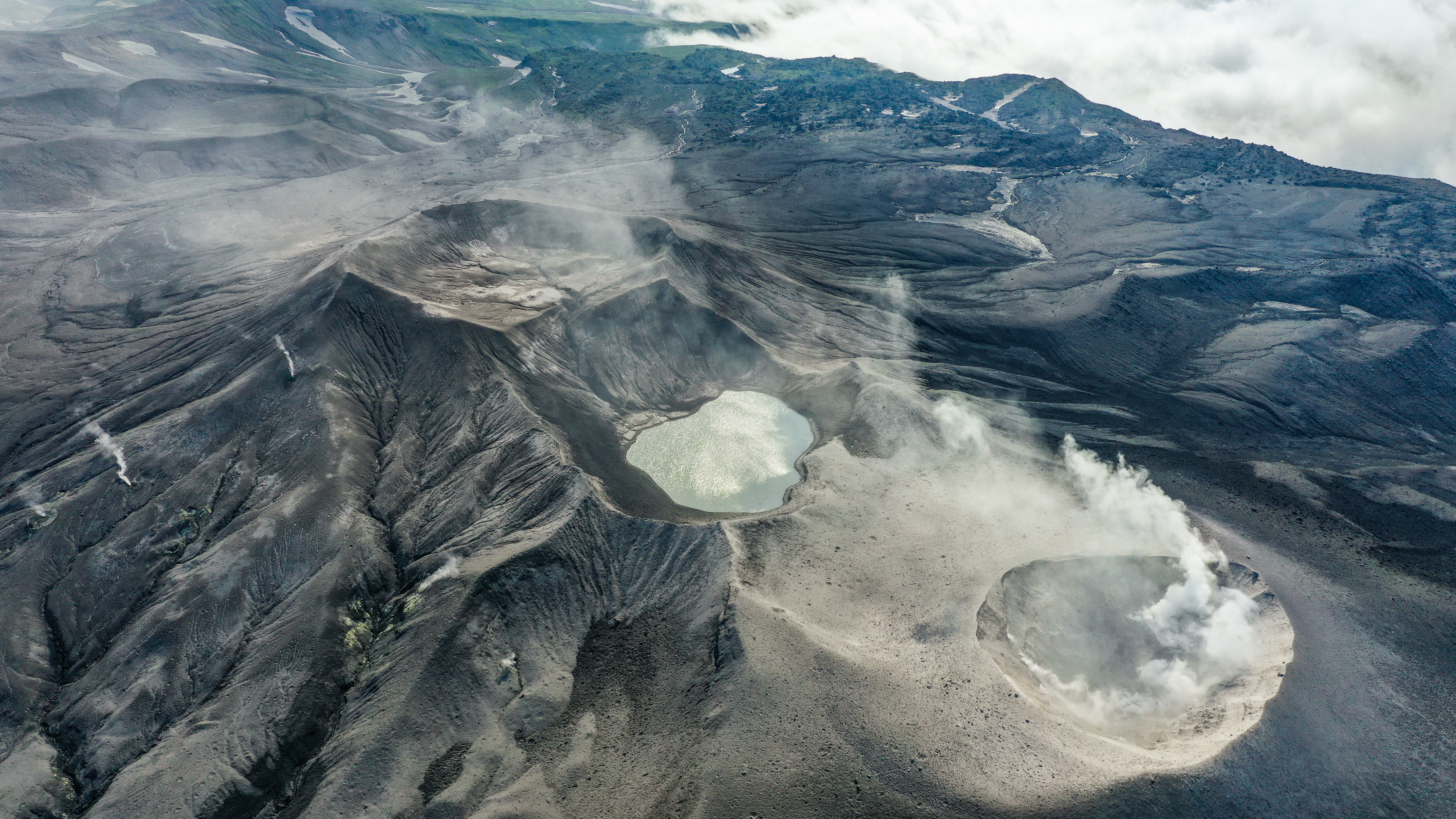
Stratovulkán Ebeko

Ostrov měří na délku 100 km, průměrná šířka je 20 km. Rozloha činí 2 053 km². Ostrov je tvořen mnoha vulkány, z nichž je možno zmínit Ebeko (1 156 m n. m.), Čikurački (1 816 m n. m.), Tatarinov (1 530 m n. m.) a Fussa (1 772 m n. m.).
Nejblíže je ostrov Šumšu, od kterého je oddělen 2 km širokou úžinou.
V severní části ostrova se nachází město Severo-Kurilsk.

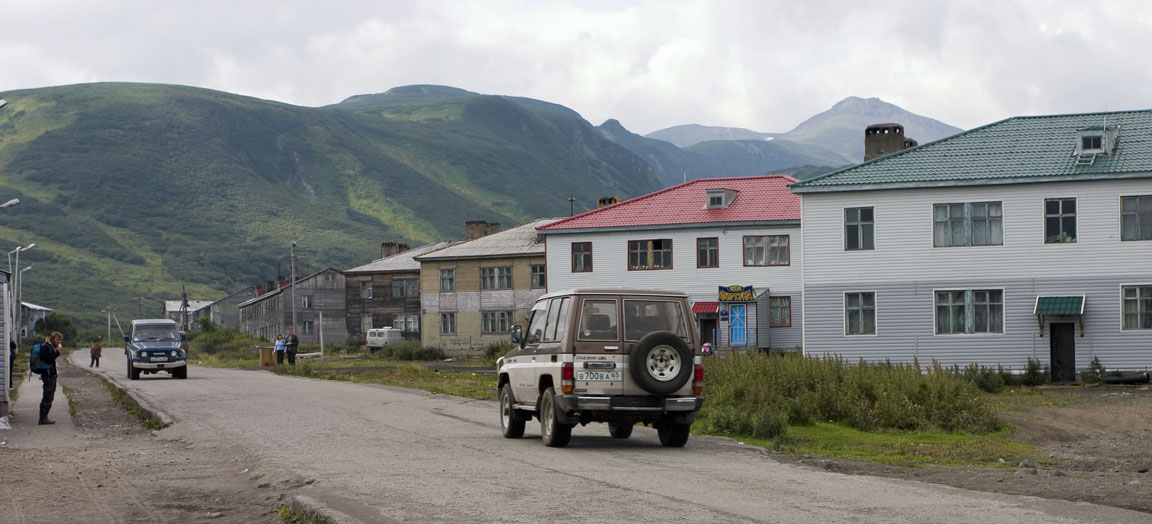
Ulice v Severo-Kurilsku